# Ted Sun
Ted Sun (* 1967 in Hongkong; † 18. September 2005 in Peking) war ein chinesischer Internetunternehmer mit dem Portal NetEase.

## Leben
Ted Sun war nach seinem ökonomischen Abschluss an der Wharton School of Business zunächst von 1996 bis 2000 Berater bei Bear Stearns Asia für die Firma NetEase, dann Direktor und seit September 2001 Chief Executive Officer des Unternehmens NetEase.
Er baute NetEase zu einem der chinesischen Unternehmen mit der besten Performance aus. BusinessWeek kürte Ted Sun zu einem der 25 Stars of Asia 2003.
Er starb an einem Krebsleiden, war aber bis zuletzt berufstätig.